# Федерико Гамбоа
Федерико Гамбоа (шп. Federico Gamboa; Мексико Сити, 22. децембар 1864 — Мексико Сити, 15. август 1939) био је мексички новинар, романсијер, драмски писац и дипломата.

## Биографија
Федерико Гамбоа рођен је у Мексико Ситију 22. децембра 1864. године. Његов отац, генерал Мануел Гамбоа, постао је познат 1847. године након учешћа у рату против САД. Младост Федерика Гамбое обележиле су невоље и економски проблеми, али успео је да уђе у службу иностраних послова. Већ са двадесет и четири путовао је као дипломатски представник широм Бразила, Аргентине и САД. Поред посла државног службеника, бавио се књижевним стварањем, а највише је писао романе, аутобиографије и драме.
Гамбо је један од главних представника натурализма у Хиспаноамерици, који је био под јаким утицајем Золиних романа. Гамбоин роман Santa сматрао се хиспаноамеричким еквивалентом Золиног романа Нана.
Дана 14. новембра 1899. године именован је за члана Шпанске Краљевске академије, а 22. марта 1909. године именован је за члана Мексичке академије за језике, чији директор је био од 1923. до 1939. године. Дана 20. марта 1935. године Колумбијска академија за језике именовала га је за „почасног појединца“.